# John Parr (Soldat)

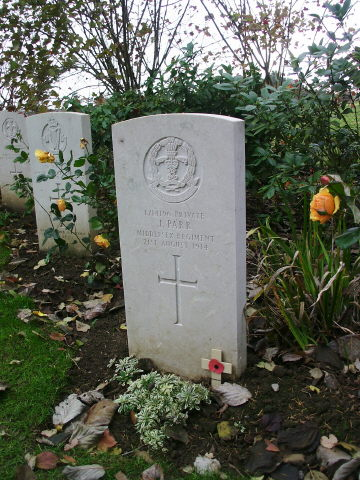
Grabstein für John Parr auf dem Soldatenfriedhof Saint-Symphorien

John Parr (* 1898 in Finchley, London; † 21. August 1914 in Obourg, Belgien) gilt als der erste britische Soldat, der im Ersten Weltkrieg getötet wurde.

## Leben
John Parr wurde in Finchley geboren und wuchs dort auf. Nachdem er die Schule beendet hatte, begann er als Caddie zu arbeiten. Parr war bei Kriegsausbruch erst 16 Jahre alt und damit eigentlich zu jung. um in der Britischen Armee zu dienen. Es war aber nicht unüblich, dass junge Männer ihr Alter fälschten, um trotzdem akzeptiert zu werden. So trat auch Parr ins Middlesex Regiment ein.
Parr wurde als Aufklärer mit dem Fahrrad eingesetzt. Er fuhr mit dem Fahrrad den vorrückenden Truppen voraus, um Informationen zu sammeln, die er dann schnellstmöglich an seine Vorgesetzten zurückmeldete. Bei Kriegsausbruch wurde Parrs Einheit nach Frankreich verschifft und marschierte dann nach Belgien zu einer Stellung nahe dem Ort Bettignies an einem kleinen Kanal, der aus Mons kommt. Am 21. August 1914 wurde Parr mit einem anderen Soldaten in Richtung des Ortes Obourg nördlich von Mons geschickt, um festzustellen, wo sich die deutschen Truppen befanden. Es wird angenommen, dass sie auf eine Kavalleriepatrouille der deutschen Ersten Armee trafen und dass Parr in einem sich daraus ergebenden Feuergefecht getötet wurde, während sein Begleiter sich zurückzog, um die entsprechende Meldung zu machen.
Die britische Armee zog sich nach der Schlacht bei Mons wenige Tage später in Stellungen an der Marne zurück und konnte das damals aufgegebene Gebiet lange Zeit nicht zurückerobern. Dementsprechend blieb Parrs Schicksal lange Zeit ungeklärt.
Parr liegt auf dem Soldatenfriedhof von Saint-Symphorien östlich von Mons begraben. Sein Grabstein gibt das falsche Alter von 20 Jahren für ihn an, doch damit war er für die Armee offiziell alt genug für den Kriegsdienst. Auf dem gleichen Friedhof finden sich auch die Gräber George Lawrence Price’ und George Edwin Ellisons, den letzten Commonwealth Soldaten, die im Ersten Weltkrieg getötet wurden.